# Arkadag
Arkadag je město postavené na zelené louce v jižním Turkmenistánu. V prosinci 2022 se stalo hlavním městem Ahalského regionu. Bylo postaveno na počest turkmenistánského prezidenta Gurbangulyho Berdimuhamedowa, který v zemi vládl v letech 2007 až 2022. Oficiálním titulem Berdimuhamedowa je totiž právě pojem "Arkadag" (česky ochránce). Město je dle zákonů v zemi označeno jako "město národního významu". 
Město leží několik kilometrů východně od turkmenistánského hlavního města Ašchabadu a východně od sousedního města Gökdepe. V březnu 2023 bylo město rozděleno na dvě části s vlastní samosprávou. V roce 2022 ve městě mělo žít 64 tisíc obyvatel. Výstavba města stála necelých 5 milionů dolarů. 